# ザスニッツ水産
人民公社ザスニッツ水産（VEB Fischfang Saßnitz）は、ドイツ民主共和国（東ドイツ）に存在した人民公社である。リューゲン島ザスニッツに所在した。1979年、人民公社ロストック漁業コンビナートに統合された。

## 歴史

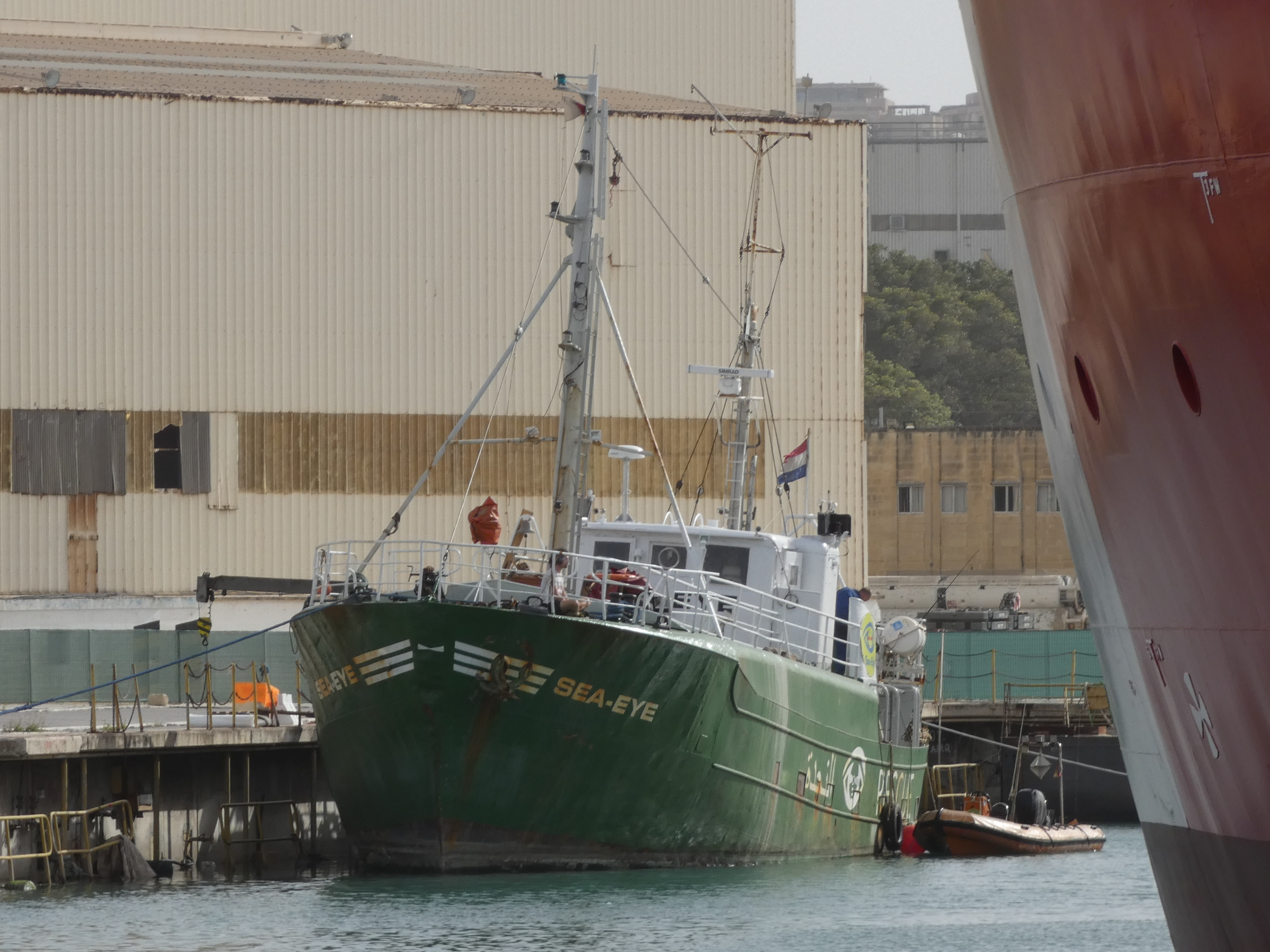
かつてザスニッツ水産が保有した漁船SAS 320号。後に売却されシュテルンハイ（Sternhai）と改称された。2014年以降はシー・アイと呼ばれている。

1949年1月1日、ザスニッツを拠点とする人民公社メクレンブルク・バルト海漁業（VEB Ostseefischerei Mecklenburg）として設立された。同年2月7日には最初の17メートル級漁船12隻が引き渡されており、この日を象徴的な設立日とすることもある。1952年1月1日、人民公社ザスニッツ漁業コンビナート（VEB Fischkombinat Saßnitz）に改称。主に外洋/沿岸漁業を担った。ザスニッツ水産の歴史における最高年間漁獲量は、1975年の66,149トンであった。1979年1月1日、改名および改組が行われ、ザスニッツ漁業コンビナートは、ロストック漁業コンビナートの一部を成すザスニッツ水産（Fischfang Saßnitz）となった。1985年、27の漁業協同組合が事業に統合される。東ドイツにおける政変および平和革命を経た1990年7月1日、社員1,594名（内450名が船員）を擁したザスニッツ水産は、ザスニッツ水産・加工・港湾運営会社（Saßnitzer Fang-, Verarbeitungs- und Hafenbetriebsgesellschaft mbH）へと改組された。